# Vatimetou Mint Khatry
Vatimetou Mint Khatry (1964) es una política y economista mauritana.

## Trayectoria
Licenciada en Economía y Ciencias Naturales por la Universidad de Nuakchot, diplomada en el Instituto Nacional de Estadística y Economía Aplicada de Rabat.
Fue funcionaria del Ministerio de Desarrollo Rural, trabajando en diversos proyectos de estudios de producción agrícola. En 2002 fue nombrada Directora adjunta del Ministerio, hasta que en 2008 fue designada Ministra responsable para la Promoción Femenina, la Infancia y la Familia. Tras el golpe de Estado de agosto de ese año, dimitió del gabinete en funciones en protesta por la acción militar, junto a otros ocho ministros del gobierno de Yahya Ould Ahmed Waghf.